# Парк Берси
Парк Берси́  (фр. parc de Bercy) — общественный парк, расположенный вдоль правого берега Сены в XII-м округе Парижа. Он был создан в 1994—1997 годах в качестве одного из главных архитектурных проектов французского президента Франсуа Миттерана на месте бывшего винного склада. Парк общей площадью 13,9 га состоит из трёх тематических садов, связанных между собой пешеходными мостами. Является десятым по величине парком в городе.

## Три сада

Parc de Bercy, Paris.

Парк состоит из трёх садов, спроектированных между 1993 и 1997 годами:
- «Романтический сад» — включает в себя искусственные пруды и холмы;
- «Клумбы» — посвящён жизни растений;
- «Луга» — зона с лужайками, окружёнными высокими деревьями.

В северо-восточной части парка расположена спроектированная Фрэнком Гери Французская синематека — крупнейший в мире архив фильмов и документов, связанных с кинематографом. На невысокой террасе, отделяющей парк от берега Сены, установлена скульптурная композиция «Дети мира» работы Рашида Химуна, которая призвана напомнить о соблюдении прав детей.
Пешеходным мостом Симоны де Бовуар над Сеной, открытым в июле 2006 года, парк Берси соединяется непосредственно с Национальной библиотекой Франции.
В ландшафт парка гармонично включены остатки ранее располагавшихся здесь винных складов и заводов. Сегодня в них работают различные учреждения.
В парке также расположен Музей ярмарочного искусства, представляющий собой выставку различных аттракционов, ярмарочных павильонов, уличных театров и других праздничных атрибутов.